# Thé à la menthe
Pour le film, voir Le Thé à la menthe.
 (janvier 2023).
Si vous disposez d'ouvrages ou d'articles de référence ou si vous connaissez des sites web de qualité traitant du thème abordé ici, merci de compléter l'article en donnant les références utiles à sa vérifiabilité et en les liant à la section « Notes et références ».
Le thé à la menthe (en arabe maghrébin : أتاي (atāy), لأتاي (latāy) ou tay, en berbère du nord : ⴰⵜⴰⵢ, atay, et en tawellemmet : ⵛⵂⴷ, ecehid) est une boisson chaude originaire du Maghreb, réalisée à partir de feuilles de thé vert gunpowder et de feuilles de menthe. Son aire géographique de répartition traditionnelle s'étend à l'ensemble du Maghreb. Il est aussi consommé dans certaines régions du Sahel, d'Afrique subsaharienne, d'Afrique de l'Ouest et de France métropolitaine du fait de la colonisation, des échanges transsahariens, des influences culturelles et des flux de population.
On prête à ce breuvage un grand nombre de vertus, notamment toniques et digestives.

## Histoire
Bien qu’il soit aujourd’hui devenu une boisson traditionnelle au Maghreb, le thé à la menthe est, en fait, historiquement assez récent. Depuis l’Antiquité, la menthe a été utilisée dans tout le pourtour méditerranéen comme infusion, décoction ou en phytothérapie.
Venu d'Asie, le thé arriva en Égypte vers le XVIe siècle. Mais sa progression s’arrêta là, et la plante chinoise ne traversa pas le désert de Libye. La présence de thé est, cependant, attestée à la fin d'une réception par un wali (gouverneur) hammadide de Biskra (Algérie) lors de l'an 1065.
Les puissances coloniales vont étendre et moderniser la production de thé dans leurs colonies asiatiques. Les Britanniques avaient introduit la culture du thé en Inde, les Français la développèrent en Indochine et les Néerlandais en Indonésie. Cette mutation augmenta considérablement la production du thé, cette plante n'était alors plus une denrée rare, son prix baissa et devint accessible à toutes les couches sociales.
Les Britanniques auraient introduit le thé en poudre en Afrique du Nord aux XVIIIe et XIXe siècles par deux voies, le Maroc et l'Algérie. Il est alors adopté par les Touaregs dans le Sahara, dont ceux du Niger qui le désignent sous le terme de eshahid.
Au XVIIIe siècle, le thé vert de Chine fut introduit au Maroc à la cour du sultan Moulay Ismail, grâce aux cadeaux que lui font les ambassadeurs européens. Grâce aux cargaisons de thé vert acheminées par les navires de la Compagnie britannique des Indes orientales vers les ports maghrébins, l'usage de cette plante commença à se répandre dans les cuisines. En 1776, le dey d'Alger, Mohamed Ben Othmane, se voit offrir trois livres de thé et son ministre de la marine deux livres de thé par les Provinces-Unies.
Au milieu du XIXe siècle, les Anglais étaient confrontés à la perte des marchés slaves, à la suite de la guerre de Crimée. Ils cherchaient de nouveaux débouchés,et c’était vers le Maroc, plus précisément les ports de Mogador et de Tanger, qu’ils se tournèrent pour écouler leurs stocks en thé vert. Les Marocains y ajoutèrent de la menthe pour adoucir l'amertume et se l'approprient immédiatement, créant ainsi le thé à la menthe.
Cette herbe aromatique a été fortement consommée en Algérie comme traitement et prévention contre l'épidémie de choléra de 1835 à 1865.
Grâce aux populations nomades, le thé se diffusa rapidement dans tout le Maghreb, puis dans toute l’Afrique de l’Ouest. Petit à petit, un cérémonial destiné à la consommation du thé se mit en place, et tout un folklore, ainsi qu’un artisanat, se développa autour de cette boisson.

## Préparation
Au Maghreb, le thé à la menthe est souvent une affaire d'homme, généralement préparé par le chef de famille. La base du thé à la menthe est le thé vert dit « gunpowder ».
La boisson est faite à partir de thé vert et d'une botte de menthe verte fraîche, avec quelques morceaux de sucre en lingots. La théière est tout d'abord ébouillantée. On y ajoute ensuite le thé que l'on « nettoie » en y mettant une petite quantité d'eau bouillante que l'on jette après l'avoir laissé une minute dans la théière. Après y avoir mis le sucre et la menthe, on remplit la théière d'eau bouillante et on laisse infuser deux à trois minutes. On remplit alors deux à trois fois un verre que l'on reverse aussitôt dans la théière, de façon à oxygéner l'eau et donner plus de goût à l'infusion. Il s'agit ensuite, en goûtant périodiquement le thé dans un verre, de déterminer le moment où l'infusion est parfaitement réalisée. On rajoute éventuellement du sucre et de la menthe, si le thé en manque.
Une fois la préparation terminée, on soulève la théière par l'anse, tout en levant le bras vers le haut et on verse lentement la boisson chaude dans un verre vide. Ce mouvement précis du bras a pour but d'oxygéner et d'accroître le goût du thé. Une fois le verre rempli, une épaisse mousse se forme au-dessus de la boisson, c'est un signe qui confirme la réussite de l'infusion.

La recette varie selon les goûts : on peut y ajoute quelques pignons de pin, de la sauge, de la verveine, du miel, de la cannelle, du galanga. En hiver, quand la menthe se fait rare, il arrive qu'on la remplace par des feuilles d'absinthe (chiba ou ch'hiba en dialecte maghrébin). Ces derniers donnent au thé une amertume très prononcée. En Tunisie, on rajoute une feuille de menthe dans le verre de thé. 

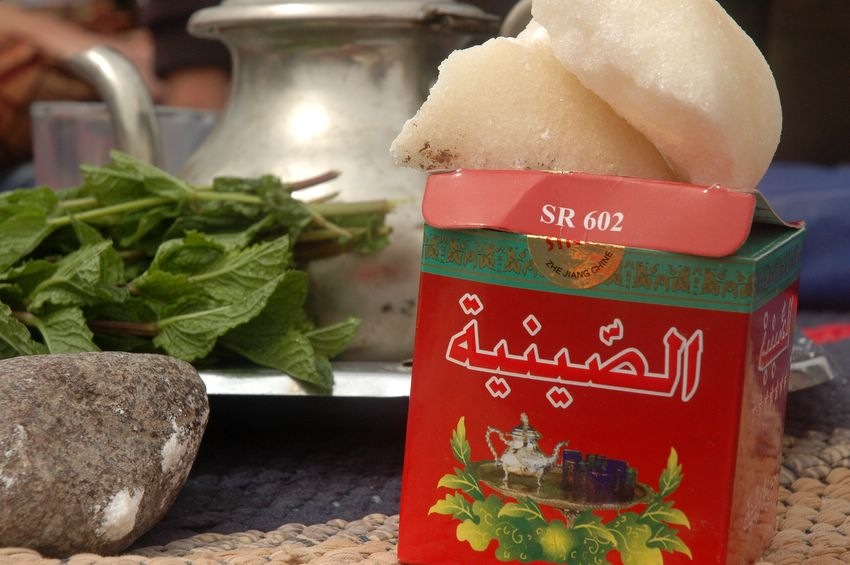
Mise en place.
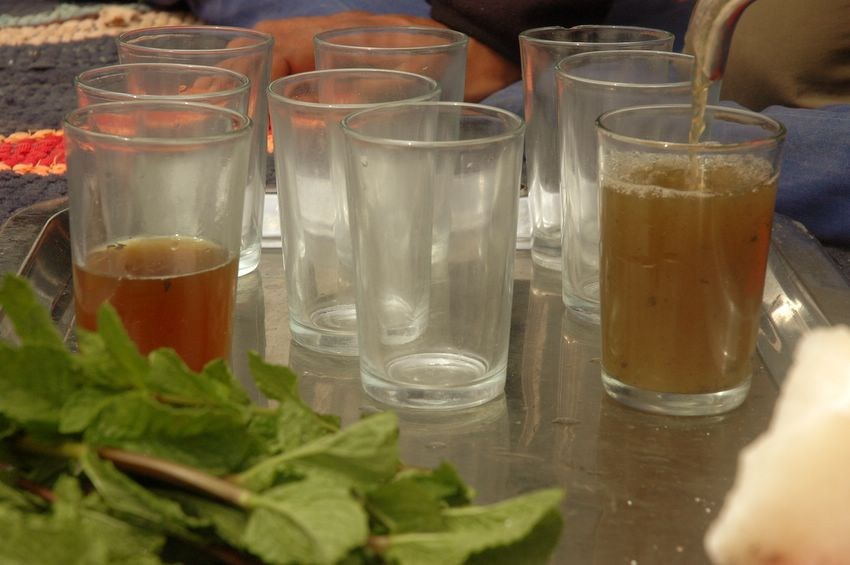
Nettoyage du thé.
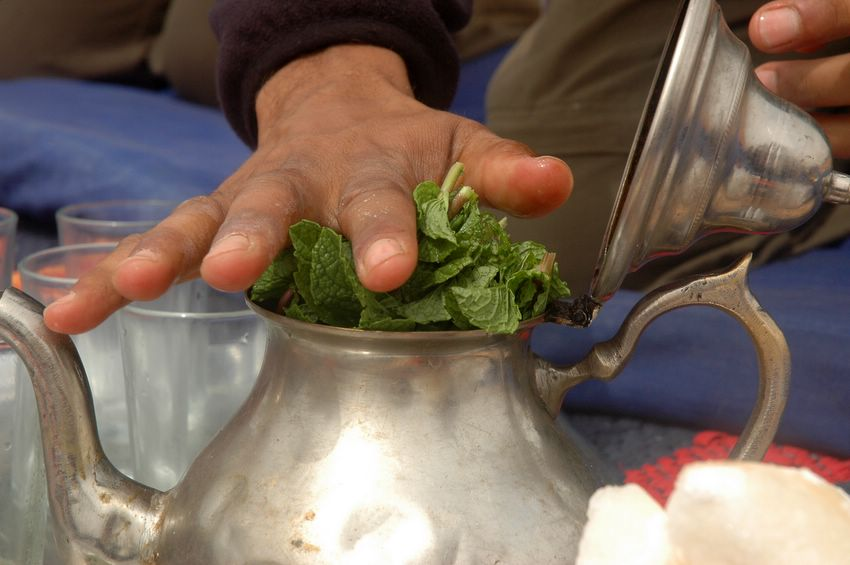
Ajout de la menthe verte.
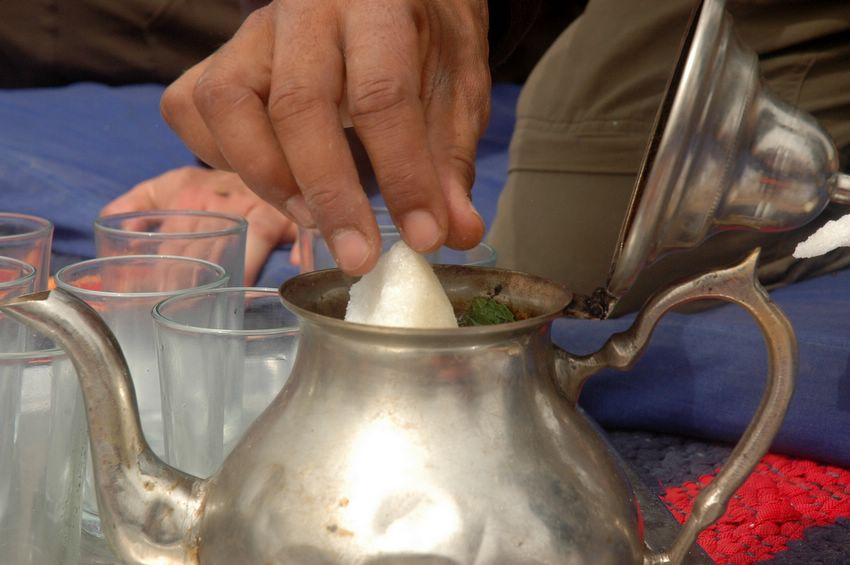
Ajout du sucre.
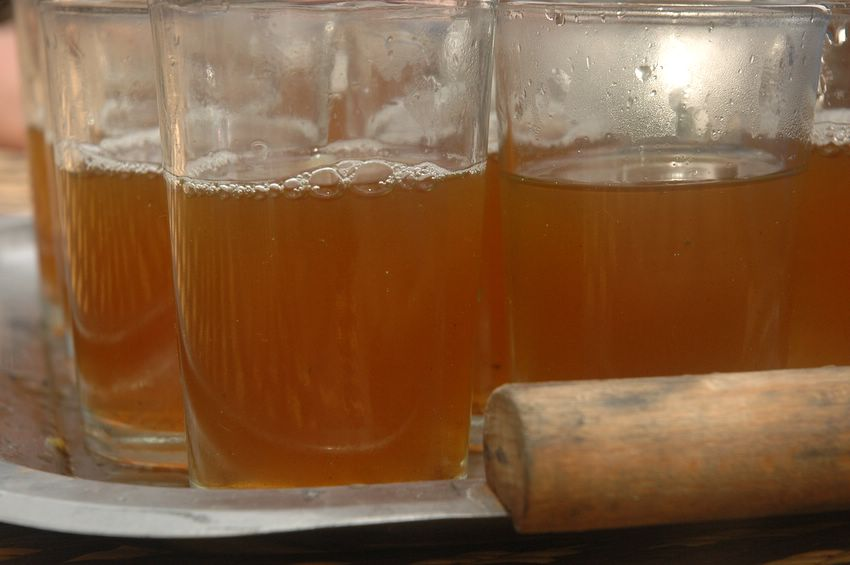
Dégustation.

Traditionnellement, le thé est servi trois fois par jour. La particularité de son service est due au fait que l'on conserve les feuilles de thé et de menthe verte dans la théière, qui continuent à infuser. Au fur et à mesure des services, la boisson obtenue change de saveur et d'aspect (léger au premier, équilibré au second, très astringent et amer au dernier).

« Le premier verre est aussi doux que la vie. Le deuxième est aussi fort que l'amour. Le troisième est aussi amer que la mort. »

— Proverbe touareg à propos du thé.

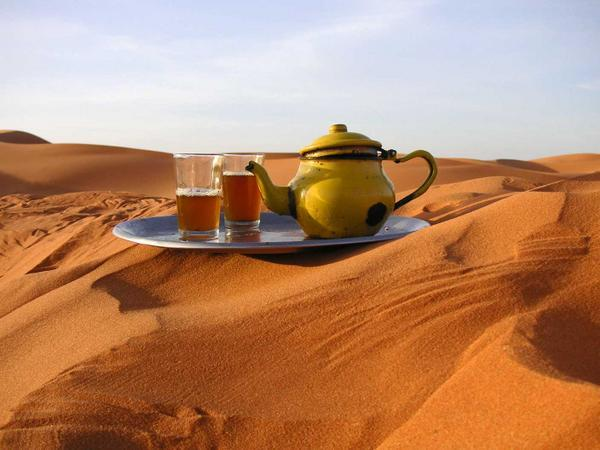
Thé touareg, dans le Sahara algérien
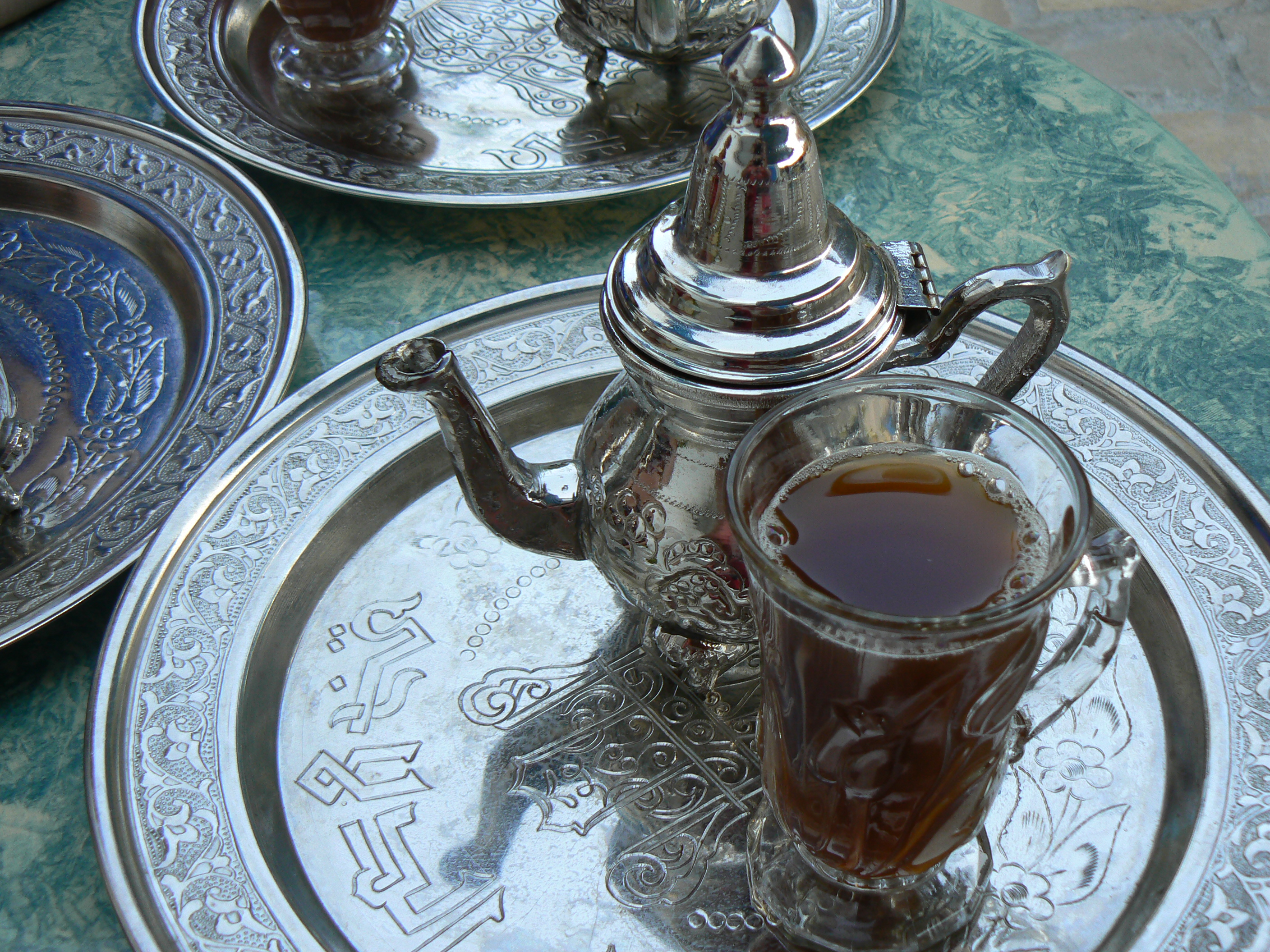
Service à thé d'artisanat d'art traditionnel
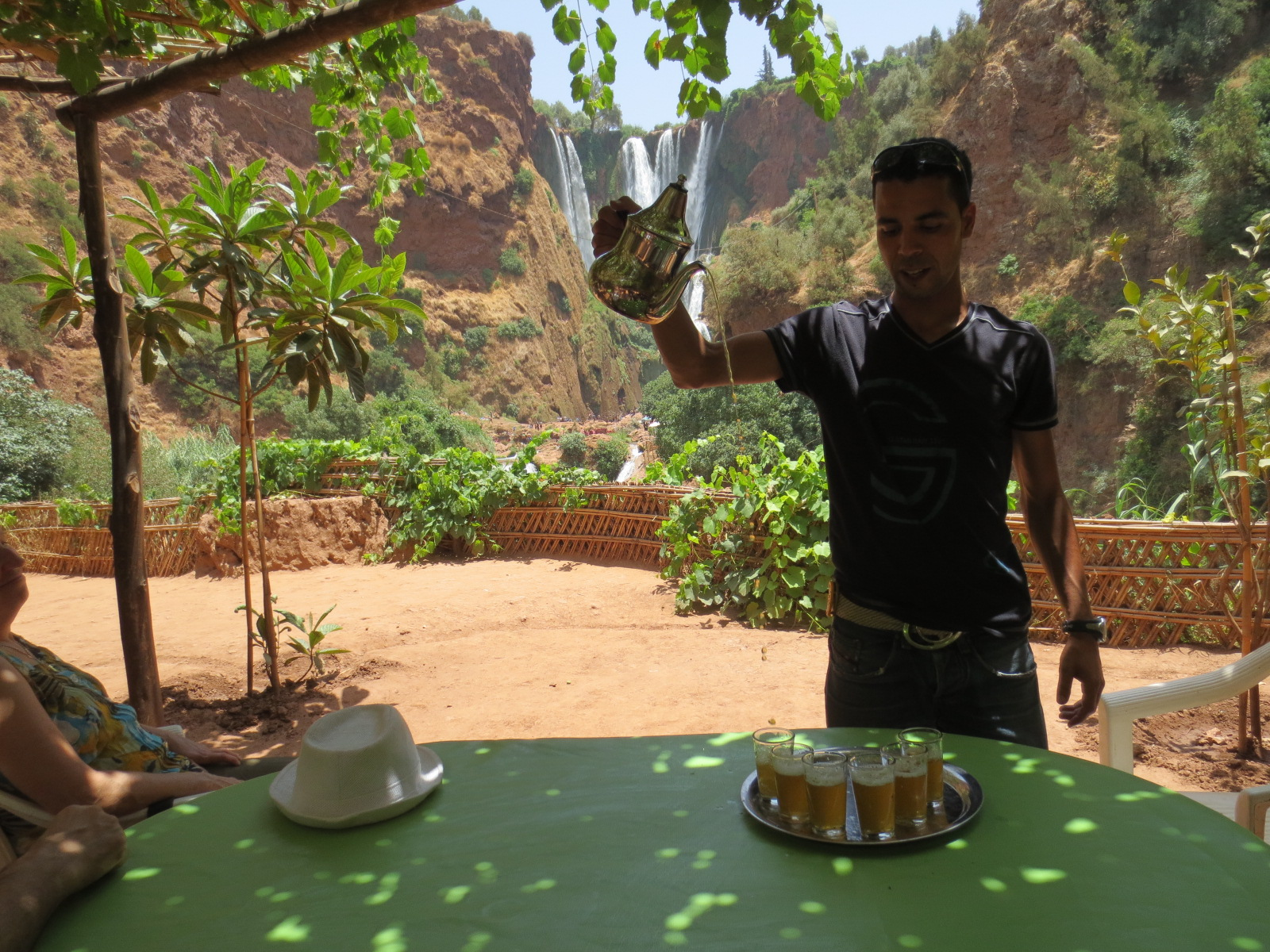
Service traditionnel du thé à la menthe aux cascades d'Ouzoud, dans l'Atlas, au Maroc.